# Valentín de Legallois Grimarest
Valentín de Legallois Grimarest   (Cadis, 1730 - Palma, 3 d'agost de 1800) fou un militar andalús, capità general de Mallorca interí a finals del segle xviii.
Fill d'un enginyer d'origen francès, el 1748 va ingressar al Regiment de Dragons de Pavía i el 1752 assolí el grau d'alferes. Estudià a l'Acadèmia Militar de Barcelona i el 1762 ingressà al Cos d'Enginyers, alhora que ascendia a tinent d'infanteria. En 1770 ascendí a enginyer ordinari i capità d'infanteria i en 1774 fou destinat a València. Participà en el setge de Gibraltar (1779-1783), on va ser ferit. En 1781 ascendí a tinent coronel i en 1783 a coronel. En 1786 fou destinat a Orà, on fou comandant general interí durant set mesos i fou ferit en el terratrèmol de 1790. En 1792 va ascendir a brigadier i en 1795 fou nomenat corregidor de Palma. A la mort del capità general interí el 16 de desembre de 1796 el va substituir en el càrrec fins l'arribada del seu successor, Antonio Cornel Ferraz Doz y Ferraz, l'abril de 1797. Va morir a Palma el 3 d'agost de 1800, i va ser sebollit a la catedral de Palma, en el sepulcre de la casa Fortuny.